# Hypnum asplenioides
Hypnum asplenioides là một loài Rêu trong họ Hypnaceae. Loài này được (Hedw.) Dicks. ex With. mô tả khoa học đầu tiên năm 1801.